# Claire Coffee
Claire Coffee (San Francisco, 14 aprile 1980) è un'attrice statunitense.

## Biografia
Claire si è laureata presso l'Università Northwestern a Evanston nell'Illinois, con una laurea in teatro.
Sposata col cantante Chris Thile, nel 2015 è diventata mamma di Calvin Eugene.

## Carriera
La sua carriera inizia sul palcoscenico all'età di cinque anni, recitando con la compagnia teatrale "The Mountain Play " della Contea di Marin nello Stato della California. Ha lavorato a lungo con i teatri regionali della San Francisco Bay Area e della Costa Centrale della California prima di trasferirsi a Los Angeles.
Nel 2003 ha la sua prima esperienza recitativa importante in ambito televisivo, infatti recita nel ruolo di Cassie Tatum in tre episodi della serie televisiva West Wing - Tutti gli uomini del Presidente. Nel 2007, dopo essere apparsa come guest star in numerose serie televisive come Psych, CSI - Scena del crimine, NCIS - Unità anticrimine e Cold Case - Delitti irrisolti, entra a far parte del cast della soap opera General Hospital, nel ruolo dell'infermiera Nadine Crowell, che interpreterà fino al 2009 per un totale di 170 puntate.
Tra il 2011 e il 2017 ha recitato nelle serie televisive Franklin & Bash e Grimm nei ruoli dei personaggi ricorrenti Janie Ross e Adalind Schade.

## Filmografia

### Attrice

#### Cinema
- Broken, regia di Scott Firestone (2004)
- Wednesday Again, regia di John Lavachielli (2008)
- Remarkable Power, regia di Brandon Beckner (2008)
- Mafia Lending Services regia di Chris Papagapitos – cortometraggio (2009)
- Chelsey & Kelsey Are Really Good Roommates, regia di Claire Coffee ed Ellie Knaus – cortometraggio (2009)
- Inventing Adam regia di Richie Adams (2010)
- La competizione (The Competition), regia di Harvey Lowry (2018)

#### Televisione
- Quello che gli uomini non dicono (The Mind of the Married Man) – serie TV, episodio 1x08 (2001)
- The Random Years – serie TV, episodio 1x05 (2002)
- Leap of Faith – serie TV, episodio 1x05 (2002)
- Off Centre – serie TV, episodio 1x21 (2002)
- Prima o poi divorzio! (Yes, Dear) – serie TV, episodio 3x03 (2002)
- Hidden Hills – serie TV, episodio 1x10 (2002)
- West Wing - Tutti gli uomini del Presidente (The West Wing) – serie TV, episodi 4x16-4x17-4x21 (2003)
- Americana, regia di David Schwimmer – film TV (2004)
- Sex Crimes 3 - Le cattive ragazze vogliono solo divertirsi (Wild Things: Diamonds in the Rough), regia di Jay Lowi – film TV (2005)
- McBride - Omicidio di classe (McBride: It's Murder, Madam), regia di Kevin Connor – film TV (2005)
- Cold Case - Delitti irrisolti (Cold Case) – serie TV, episodio 2x21 (2005)
- 13 Graves, regia di Dominic Sena – film TV (2006)
- Squadra Med - Il coraggio delle donne (Strong Medicine) – serie TV, episodio 6x17 (2006)
- Bones – serie TV, episodio 1x10 (2006)
- CSI - Scena del crimine (CSI: Crime Scene Investigation) – serie TV, episodio 6x21 (2006)
- Psych – serie TV, episodio 1x06 (2006)
- NCIS - Unità anticrimine (NCIS: Naval Criminal Investigative Service) – serie TV, episodio 4x03 (2006)
- Death Row, regia di Kevin VanHook – film TV (2006)
- My Boys – serie TV, episodio 1x02 (2006)
- CSI: Miami – serie TV, episodio 6x05 (2007)
- General Hospital – serial TV, 170 puntate (2007-2009)
- This Might Hurt, regia di Jason Winer – film TV (2009)
- Ted Sampon: Househusband – serie TV, episodio 1x03 (2009)
- The League – serie TV, episodio 1x04 (2009)
- La strana coppia (The Good Guys) – serie TV, episodio 1x11 (2010)
- Il fidanzato perfetto regia di Jim Fall (2012)
- Grimm – serie TV, 120 episodi (2011-2017)
- Franklin & Bash – serie TV, 7 episodi (2011-2014)
- La confraternita (The Sisterhood), regia di Jean-François Rivard - film TV (2019)
- Lincoln Rhyme - Caccia al collezionista di ossa (Lincoln Rhyme: Hunt for the Bone Collector) – serie TV, 9 episodi (2020)

### Doppiatrice
- Medal of Honor: Rising Sun – videogioco (2003)

### Regista
- Chelsey & Kelsey Are Really Good Roommates, regia di Claire Coffee ed Ellie Knaus – cortometraggio (2009)

### Sceneggiatrice
- Chelsey & Kelsey Are Really Good Roommates, regia di Claire Coffee ed Ellie Knaus – cortometraggio (2009)

## Doppiatrici italiane
Nelle versioni in italiano delle opere in cui ha recitato, Claire Coffee è stata doppiata da:
- Gilberta Crispino in CSI - Scena del crimine
- Laura Lenghi in Psych
- Sabrina Duranti in CSI: Miami
- Valentina Mari in Cold Case - Delitti irrisolti
- Mattea Serpelloni in Lincoln Rhyme - Caccia al collezionista di ossa
- Francesca Manicone in La confraternita
- Jessica Bologna in La competizione
- Barbara De Bortoli in Grimm